# Gumel
Gumel és una ciutat de Nigèria, a l'estat de Jigawa. Es troba en una carretera secundària que uneix Kano amb Hadejia i és un centre per a les carreteres locals de l'estat de Jigawa. És el centre d'una àrea de govern local amb una població (2006) de 107.161 habitants. La ciutat pròpiament tenia 44.158 habitants el 2007
És el mercat de capçalera de l'àrea, amb el mill i sorgo de la zona que són els aliments bàsics, i serveix com un punt de recollida per als cacauets, els quals són transportats a la ciutat de Kano per a l'exportació per ferrocarril. La pedra calcària i els dipòsits de terra de diatomees són explotades localment en zones disperses. La ciutat té un centre de formació de grangers i un avançada universitari de formació docent.